# Bad Hall
Bad Hall es una localidad del distrito de Steyr-Land, en el estado de Alta Austria, Austria, con una población estimada a principio del año 2018 de 5296 habitantes. 
Se encuentra ubicada al este del estado, en medio de las ciudades Linz -la capital del estado-, Wels y Steyr al sur del río Danubio.